# Seznam sítí trolejbusové dopravy v Austrálii a Oceánii
Toto je seznam sítí trolejbusové dopravy v Austrálii a Oceánii. Obsahuje všechny zaniklé i provozní sítě trolejbusů, které se v Austrálii a Oceánii nacházely či nacházejí.
Jména měst, kde jsou trolejbusy dosud v provozu, jsou napsána tučně. Pokud existuje článek ke konkrétnímu provozu, je na něj v kolonce Článek uveden odkaz.
Do tohoto seznamu není zařazena v Tichém oceánu ležící Havaj, která je pevnou součástí Spojených států (pro toto souostroví viz Seznam sítí trolejbusové dopravy v Severní Americe).

## Seznam sítí trolejbusové dopravy v Austrálii a Oceánii

### AustrálieAustrálie
| Město (provoz) | Článek | Zahájení provozu              | Ukončení provozu                 | Poznámky                               |
| -------------- | ------ | ----------------------------- | -------------------------------- | -------------------------------------- |
| Adelaide       |        | 2. března 1932 5. září 1937   | 11. srpna 1934 12. července 1963 |                                        |
| Brisbane       |        | 12. srpna 1951                | 13. března 1969                  |                                        |
| Hobart         |        | 29. října 1935                | 24. listopadu 1968               |                                        |
| Launceston     |        | 24. prosince 1951             | 26. července 1968                |                                        |
| Perth          |        | 1. října 1933                 | 29. srpna 1969                   |                                        |
| Sydney         |        | 23. ledna 1934 2. května 1937 | 12. dubna 1948 1959              | provoz v Potts Point provoz v Kogarahu |

### Nový ZélandNový Zéland
| Město (provoz) | Článek | Zahájení provozu              | Ukončení provozu           | Poznámky |
| -------------- | ------ | ----------------------------- | -------------------------- | -------- |
| Auckland       |        | 19. prosince 1938             | 26. září 1980              |          |
| Dunedin        |        | 23. prosince 1950             | 31. března 1982            |          |
| Christchurch   |        | 1. dubna 1931                 | 8. listopadu 1956          |          |
| New Plymouth   |        | 30. října 1950                | 7. října 1967              |          |
| Wellington     |        | 29. září 1924 20. června 1949 | květen 1932 31. října 2017 |          |